# Arja vas
Arja vas je naselje u slovenskoj Općini Žalecu. Arja vas se nalazi u pokrajini Štajerskoj i statističkoj regiji Savinjskoj. 

## Stanovništvo
Prema popisu stanovništva iz 2002. godine naselje je imalo 523 stanovnika.